# Zwingen

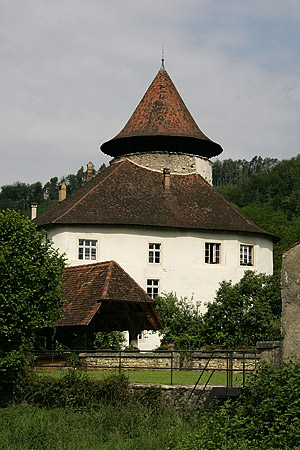
Slot Zingen

Zwingen is een gemeente en plaats in het Zwitserse kanton Basel-Landschaft, en maakt deel uit van het district Laufen.
Zwingen telt 2.194 inwoners.